# Ulrich Kleemann (General)

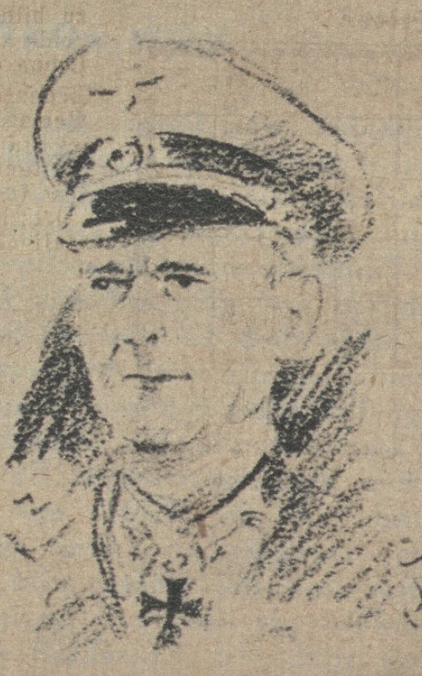
Generalleutnant Ulrich Kleemann

Ulrich Kleemann (* 23. März 1892 in Langensalza; † 3. Januar 1963 in Oberursel) war ein deutscher General der Panzertruppe im Zweiten Weltkrieg.

## Leben
Kleemann trat im Oktober 1911 als Fahnenjunker in das 2. Badische Dragoner-Regiment Nr. 21 in Bruchsal ein. Mit diesem zog er als Leutnant in den Ersten Weltkrieg. Nach einer Verwundung im Mai 1915 und einem Lazarettaufenthalt kam er ins Reserve-Infanterie-Regiment Nr. 83, wurde aber nur wenige Monate später erneut verwundet. Im Dezember 1915 kehrte er zum 2. Badischen Dragoner-Regiment Nr. 21 zurück, bei dem er für die restliche Dauer des Krieges verblieb, zuletzt als Oberleutnant und Regimentsadjutant.
Nach der Demobilisierung meldete er sich Anfang 1919 für den Grenzschutz Ost und wurde Chef der Freiwilligen-Eskadron 12. Im September 1919 kam er dann im Übergangsheer zum badischen Reichswehr-Kavallerie-Regiment 113. Anfang 1920 wurde er für zwei Jahre zur Kavallerieschule Hannover kommandiert. Sein neues Stammregiment wurde währenddessen das 18. Reiter-Regiment der Reichswehr in Stuttgart-Cannstatt. In dessen Stab wurde er als Rittmeister von 1923 bis 1925 eingesetzt, anschließend bis 1930 als Chef der 3. Eskadron. Danach war er bis 1933 im Stab des Kommandanten des Standortes Ludwigsburg eingesetzt und wurde hier am 1. August 1933 zum Major befördert.
Im Oktober 1933 folgte die Versetzung in den Stab des 15. (Preußisches) Reiter-Regiments in Paderborn. Ein Jahr später wurde Kleemann Kommandeur der I. Abteilung im Reiter-Regiment Erfurt (vormals 16. Reiter-Regiment), die in der Folge zum Kradschützen-Bataillon 1 der neu aufzustellenden 1. Panzer-Division umgeformt wurde. Im Januar 1938 wurde Kleemann, der im März 1936 zum Oberstleutnant befördert worden war, Kommandeur des Schützen-Regiments 3 der 3. Panzer-Division. Die Beförderung zum Oberst folgte im Oktober 1938.

### Zweiter Weltkrieg
Mit dem Schützen-Regiment 3 nahm Kleemann 1939 am Überfall auf Polen teil. Wenig später wurde er Kommandeur der übergeordneten 3. Schützen-Brigade. Als solcher nahm er 1940 am Westfeldzug teil und wurde im November dieses Jahres zum Generalmajor befördert. 1941 folgte im Verband der 3. Panzer-Division (damals unter Walter Model) die Teilnahme am Angriff auf die Sowjetunion. Zu Beginn des Jahres 1942 wurde Kleemann in die Führerreserve des OKH versetzt, um im April 1942 die Führung der 90. leichten Afrika-Division im Afrikafeldzug zu übernehmen.
Mit seiner Division stieß Kleemann beim Unternehmen Theseus weit in den Rücken der britischen Verbände bis nach El Adem vor. Kleemann zeichnete sich auch in den Verfolgungsgefechten bei Marsa Matruh und in der Ersten Schlacht von El Alamein aus. Kurz nach dem Ende der Schlacht von Alam Halfa wurde er am 8. September 1942 schwer verwundet, als sein Wagen auf eine Mine fuhr.

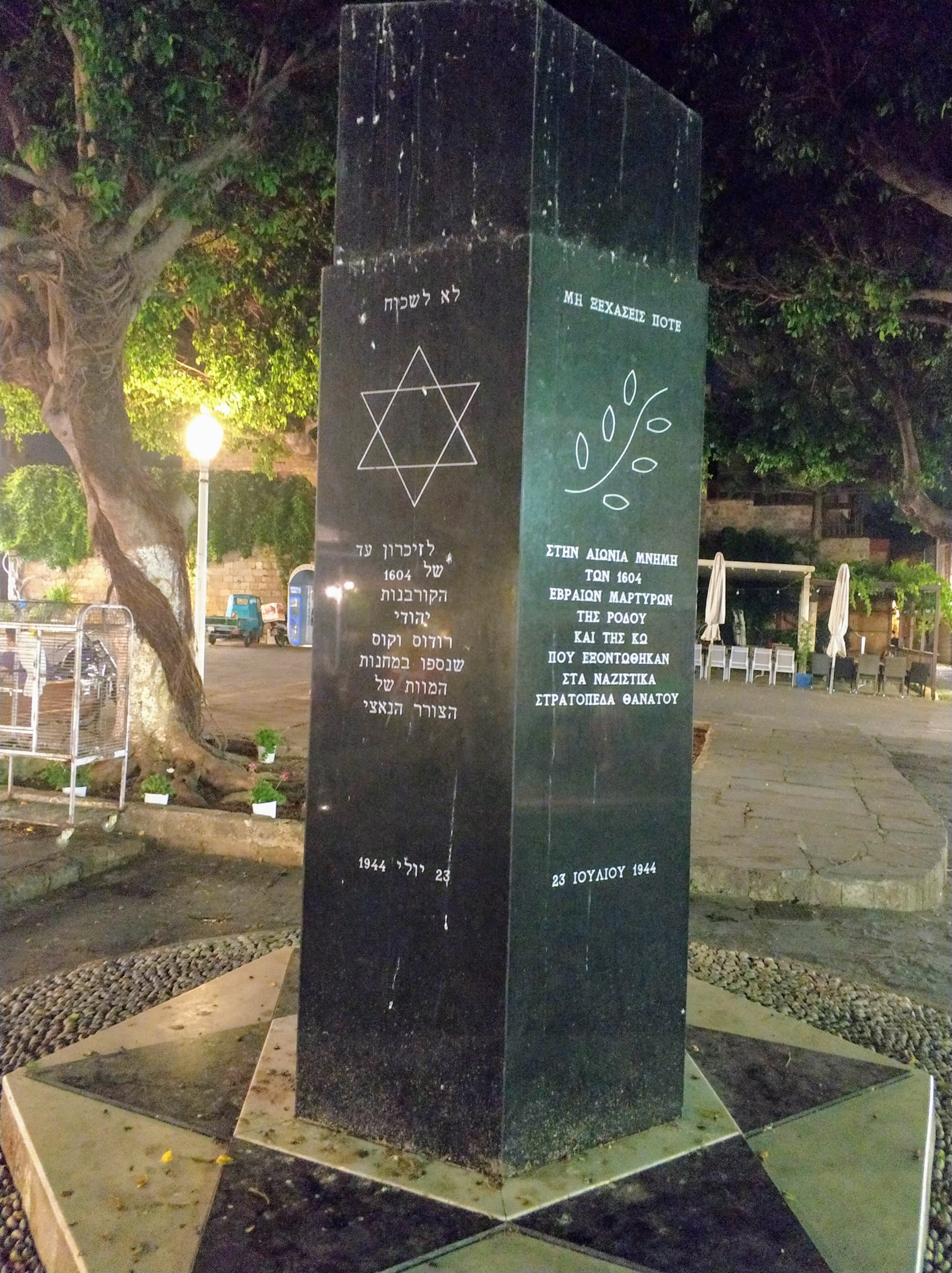
Denkmal für die ermordeten Juden von Rhodos

Nach seiner Genesung wurde Kleemann wiederum in die Führerreserve versetzt und erhielt Ende Mai 1943 den Befehl über die neugebildete Sturm-Division Rhodos. Mit seiner Division führte er im September 1943 im Fall Achse die Entwaffnung der italienischen Garnison auf der zu Italien gehörenden Insel Rhodos durch und nahm deren Befehlshaber Inigo Campioni gefangen. Dies trug maßgeblich zum Scheitern des britischen Dodekanes-Feldzugs bei.
Im Juli 1944 erreichte ein dreiköpfiges SD-Kommando unter Führung von SS-Obersturmführer Anton Burger Rhodos, um die Deportation der dort lebenden Juden durchzuführen. Am 13. Juli 1944 befahl Kleemann als Kommandant von Ost-Ägäis die Festsetzung der Juden. Nach deutlichen Protesten deutscher Soldaten versuchte er in einem Befehl vom 16. Juli die Zweifel an der Notwendigkeit einer radikalen Lösung der Judenfrage, die vom begrenzten soldatischen Standpunkt aus nicht ohne weiteres beurteilt werden könne, zu zerstreuen. Auch der weitere Ablauf der Deportation auf das griechische Festland und die Beschlagnahmung des Eigentums der Deportierten wurden mit Kleemanns Kooperation und unter Einsatz seiner Befehlsgewalt durchgeführt. Ein Ermittlungsverfahren gegen Kleemann wegen Mordes wurde nach dem Krieg dennoch eingestellt.
Im September 1944 begann nach dem Durchbruch der Roten Armee auf den Balkan der Rückzug der Wehrmacht aus Griechenland. In diesem Zusammenhang wurde auch Kleemanns Division von Rhodos abgezogen. Kleemanns Nachfolger auf Rhodos wurde Generalmajor Otto Wagener. Kleemann erhielt im September 1944 zeitweilig die Führung über das LXXXXI. Armeekorps z. b. V., anschließend während der Debrecener Operation über das neugebildete IV. Panzerkorps (später in Panzerkorps „Feldherrnhalle“ umbenannt). Mit diesem nahm er unter anderem an der Schlacht um Budapest teil, in der es vernichtet wurde und neu aufgestellt werden musste. Am Ende des Krieges geriet Kleemann in amerikanische Kriegsgefangenschaft, aus der er 1947 entlassen wurde.
Kleemann starb am 3. Januar 1963 im Alter von 70 Jahren bei einem Verkehrsunfall.

## Auszeichnungen
- Eisernes Kreuz (1914) II. und I. Klasse[4]
- Verwundetenabzeichen (1918) in Schwarz[4]
- Ritterkreuz II. Klasse des Ordens vom Zähringer Löwen mit Schwertern[4]
- Hessische Tapferkeitsmedaille[4]
- Ritterkreuz des Eisernen Kreuzes mit Eichenlaub
  - Ritterkreuz am 13. Oktober 1941
  - Eichenlaub am 16. September 1943 (304. Verleihung)